# Anna Alexandrowna Sorokina
Anna Alexandrowna Sorokina (russisch Анна Александровна Сорокина; * 10. März 1990 in Magnitogorsk, Oblast Tscheljabinsk) ist eine russische Skirennläuferin.

## Biografie
Sorokina nahm in der Saison 2005/2006 erstmals an FIS-Rennen und nationalen Meisterschaften in ihrem Heimatland teil und startete im nächsten Winter erstmals außerhalb Russlands, unter anderem beim European Youth Olympic Festival 2007 im spanischen Jaca, wo sie allerdings sowohl im Slalom als auch im Riesenslalom ausschied. Ab 2007 nahm sie auch an Juniorenweltmeisterschaften teil, bei denen sie sich meist im Mittelfeld platzierte. Ihr bestes Ergebnis war der 15. Platz in der Kombination 2008 bzw. in Einzelrennen der 23. Platz im Super-G 2010.
Zu Beginn des Jahres 2008 nahm Sorokina erstmals an Rennen im Europacup teil, fast im gesamten nächsten Winter 2008/2009 musste sie jedoch verletzungsbedingt pausieren. Bisher konnte Sorokina nur selten im Europacup punkten. Zum ersten Mal gelang ihr das mit Platz 19 im Indoor-Slalom im alpincenter Hamburg-Wittenburg am 20. November 2009, das nächste Mal erst am 10. Februar 2012 mit Platz 11 im Slalom von Bad Wiessee. In anderen Kontinentalcups war Sorokina bereits erfolgreicher. So erreichte sie im Nor-Am Cup mehrere Top-10-Ergebnisse, darunter ein dritter Platz in der Super-Kombination von Nakiska am 8. Dezember 2011, und im Australia New Zealand Cup drei Siege im September 2011.
Nach drei Juniorenweltmeisterschaften nahm Sorokina im Februar 2011 erstmals an einer Großveranstaltung in der Allgemeinen Klasse, der Weltmeisterschaften 2011 in Garmisch-Partenkirchen, teil. Sie startete nur im Super-G und belegte den 33. Platz unter 38 gewerteten Läuferinnen. Seit der Saison 2011/12 ist Sorokina auch im Weltcup am Start. Nachdem sie sich zunächst in fünf Slalomrennen nicht für den zweiten Durchgang qualifizieren konnte, kam sie am 21. Februar 2012 dank einer Wildcard für das Veranstalterland beim City Event in Moskau zum Einsatz, wo sie zwar in der ersten Runde ausschied, aber mit dem geteilten neunten Platz ihre ersten Weltcuppunkte gewann. Elf Monate später erhielt sie erneut eine Wildcard, kam aber wiederum nicht über die erste Runde hinaus.

## Erfolge

### Weltmeisterschaften
- Garmisch-Partenkirchen 2011: 33. Super-G

### Juniorenweltmeisterschaften
- Flachau 2007: 40. Slalom
- Formigal 2008: 15. Kombination, 34. Abfahrt, 39. Slalom, 56. Super-G, 64. Riesenslalom
- Mont Blanc 2010: 23. Super-G, 24. Abfahrt, 60. Riesenslalom

### Weltcup
- 2 Platzierungen unter den besten zehn

### Weitere Erfolge
- Russische Meisterin in der Super-Kombination 2011 und im Slalom 2012
- 2 Top-20-Platzierungen im Europacup
- 1 Podestplatz im Nor-Am Cup
- 3 Siege im Australia New Zealand Cup
- 5 Siege in FIS-Rennen